# Georgette Boner
Georgette Boner (Milaan, 4 februari 1903 - Zürich, 26 november 1998) was een Zwitserse kunstenares.

## Biografie

### Afkomst en opleiding
Georgette Boner was een dochter van Georg, die ingenieur was en tevens bestuurder bij Brown, Boveri & Cie, en van Alice Kathrine Brown. Ze was een zus van Alice Boner en een kleindochter van Charles Brown. Na haar schooltijd aan de hogere meisjesschool van Zürich studeerde ze Germaanse talen en literatuur aan de Universiteit van Zürich, waar ze in 1928 een doctoraat behaalde. Ze studeerde drama bij Max Reinhardt in Wenen in 1924 en bij Ferdinand Gregori in Berlijn in 1926.

### Carrière
Van 1929 tot 1939 verbleef Boner in Parijs. Ze was er assistente van Georges Pitoëff bij het Théâtre des Arts in Parijs en had er vanaf 1930 kortstondig de leiding over de Deutsche Bühne. Vanaf 1932 werkte ze samen met Michael Chekhov, die hij volgde op zijn tournees in het buitenland.
Vanaf 1939 vertoefde Boner opnieuw meer en meer in Zwitserland en wijdde ze zich in het bijzonder aan de schilderkunst. Ze schilderde religieuze en filosofische onderwerpen, en stelde tentoon in Zürich. Ze doceerde tevens drama, organiseerde amateurtheatervoorstellingen en publiceerde werken over theater en schilderkunst. Tussen 1938 en 1981 verbleef ze meermaals voor langere tijd in India.